# Championnat de Jordanie de football 1988
Navigation
Saison précédente Saison suivante
La saison 1988 du Championnat de Jordanie de football est la quarantième édition du championnat de première division en Jordanie. La compétition est disputée sous forme de poule unique où les dix meilleurs clubs du pays s'affrontent deux fois au cours de la saison, à domicile et à l'extérieur. En fin de saison, les deux derniers du classement sont relégués et remplacés par les deux meilleurs clubs de deuxième division.
C'est le club d'Al-Faisaly Club qui remporte la compétition après avoir terminé en tête du classement final, avec deux points d'avance sur Al Ramtha SC et six sur le tenant du titre, Al Deffatain. C'est le vingt-et-unième titre de champion de Jordanie de l'histoire du club, qui manque le doublé en s'inclinant en finale de la Coupe de Jordanie face à Al Deffatain.

## Les clubs participants
| - Al Deffatain - Al Ramtha SC - Al Hussein Irbid - Al-Ahli Amman - Amman SC | - Al Jazira Amman - Al-Faisaly Club - Al Karmal - Promu de D2 - Al Sahab - Promu de D2 - Al-Qadisiya SC |

## Compétition

### Classement
Le barème utilisé pour établir le classement est le suivant :
- Victoire : 2 points
- Match nul : 1 point
- Défaite : 0 point

| Rang | Équipe           | Pts | J  | G  | N | P  | Bp | Bc | Diff |
| ---- | ---------------- | --- | -- | -- | - | -- | -- | -- | ---- |
| 1    | Al-Faisaly Club  | 28  | 18 | 13 | 2 | 3  | 27 | 12 | +15  |
| 2    | Al Ramtha SC     | 26  | 18 | 11 | 4 | 3  | 28 | 10 | +18  |
| 3    | Al Deffatain'T'C | 22  | 18 | 9  | 4 | 5  | 22 | 17 | +5   |
| 4    | Al Hussein Irbid | 20  | 18 | 6  | 8 | 4  | 22 | 18 | +4   |
| 5    | Al Jazira Amman  | 19  | 18 | 6  | 7 | 5  | 15 | 12 | +3   |
| 6    | Al-Ahli Amman    | 17  | 18 | 5  | 7 | 6  | 14 | 15 | -1   |
| 7    | Al-Qadisiya SC   | 14  | 18 | 4  | 6 | 8  | 12 | 18 | -6   |
| 8    | Al SahabP        | 13  | 18 | 5  | 3 | 10 | 14 | 23 | -9   |
| 9    | Amman SC         | 13  | 18 | 5  | 3 | 10 | 11 | 20 | -9   |
| 10   | Al KarmalP       | 8   | 18 | 4  | 0 | 14 | 11 | 31 | -20  |

|  | Champion de Jordanie de football                                                         |
|  | Qualification pour la Coupe d'Asie des clubs champions 1989-1990                         |
|  | Participation au barrage de relégation                                                   |
|  | Relégation directe en deuxième division                                                  |
|  | T : Tenant du titre C : Vainqueur de la Coupe de Jordanie P : Promu de deuxième division |

### Matchs
| Résultats (▼dom., ►ext.) | Fay | Def | Ram | Ahl | Jaz | Hus | Amm | Qad | Kar | Sah |
| Al Faisaly Club          |     | 1-1 | 2-3 | 1-0 | 0-0 | 1-4 | 1-0 | 5-0 | 2-0 | 1-0 |
| Al Deffatain             | 1-2 |     | 1-1 | 0-0 | 2-1 | 1-2 | 3-0 | 1-0 | 2-1 | 2-1 |
| Al Ramtha SC             | 0-1 | 1-0 |     | 1-0 | 0-0 | 1-1 | 0-1 | 1-0 | 2-1 | 0-1 |
| Al-Ahli Amman            | 1-3 | 1-1 | 0-2 |     | 0-0 | 1-2 | 2-1 | 0-0 | 2-0 | 0-0 |
| Al Jazira Amman          | 1-0 | 0-2 | 0-0 | 2-1 |     | 1-1 | 2-0 | 0-1 | 0-1 | 3-2 |
| Al Hussein Irbid         | 1-2 | 0-1 | 0-2 | 1-1 | 0-0 |     | 1-1 | 1-1 | 2-1 | 1-1 |
| Amman SC                 | 0-1 | 0-1 | 1-2 | 1-2 | 0-0 | 0-2 |     | 0-0 | 3-0 | 1-0 |
| Al-Qadisiya SC           | 0-1 | 2-1 | 0-2 | 0-0 | 1-2 | 1-1 | 3-0 |     | 3-0 | 0-2 |
| Al Karmal                | 0-1 | 3-0 | 1-4 | 0-2 | 0-3 | 1-0 | 0-1 | 1-0 |     | 0-2 |
| Al Sahab                 | 0-2 | 1-2 | 0-6 | 0-1 | 1-0 | 1-2 | 0-1 | 0-0 | 2-1 |     |

#### Barrage de relégation
Al Sahab et Amman SC ont terminé à égalité de points et avec la même différence de buts à la 8e place, synonyme de maintien parmi l'élite. Un match est donc organisé entre les deux équipes pour déterminer celle qui doit descendre en deuxième division. Cependant, le forfait d'Amman SC entraîne sa relégation et le maintien d'Al Sahab.

## Bilan de la saison
| Championnat de Jordanie de football 1988   |                             |
| Champion                                   | Al-Faisaly Club (21e titre) |
| Coupes et trophées                         |                             |
| Vainqueur de la Coupe de Jordanie 1988     | Al Deffatain                |
| Qualifications continentales               |                             |
| Coupe d'Asie des clubs champions 1989-1990 | Al Deffatain                |
| Promotions et relégations                  |                             |
| Promus en première division                | Al Buqa'a                   |
| Promus en première division                | Al Nasr Amman               |
| Relégués en deuxième division              | Amman SC                    |
| Relégués en deuxième division              | Al Karmal                   |